# Isla Verde
Isla Verde é um município da província de Córdova, na Argentina.